# Burgh-Haamstede

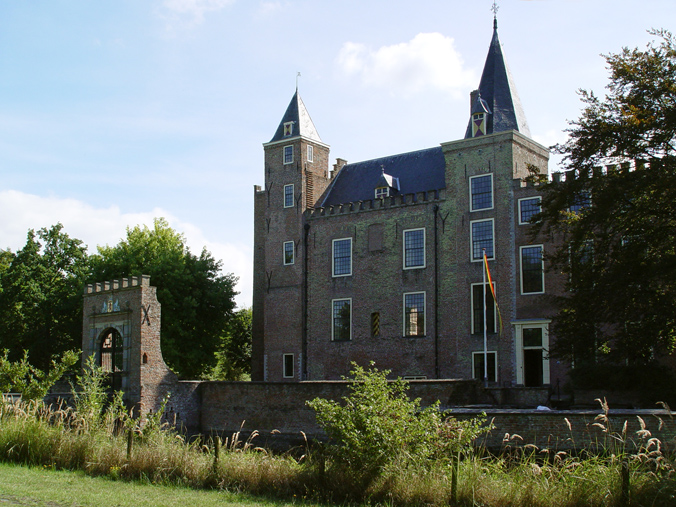
Schloss

Burgh-Haamstede ist eine Ortschaft der Gemeinde Schouwen-Duiveland in der niederländischen Provinz Zeeland. Sie besteht aus den Dörfern Burgh und Haamstede mit jeweils einem eigenen Dorfkern und eigener Kirche. Mittlerweile bilden die beiden Dörfer aber eine Einheit. Burgh-Haamstede hat 4215 Einwohner.
Bei Haamstede wurde zwischen alten Strandwällen eine Siedlung der Vlaardingen-Kultur mit zweischiffigen Häusern gefunden.
Der jährlich am ersten Wochenende im Oktober stattfindende Zeeland-Küstenmarathon startet in Burgh-Haamstede und endet in Zoutelande.

## Sehenswürdigkeiten
Burgh wurde im 9. Jahrhundert n. Chr. als Ringwallanlage gegründet. Die Ringform ist immer noch zu erkennen.
In Haamstede befindet sich Slot Haamstede, ein Schloss mit einem Wehrturm aus dem 13. Jahrhundert n. Chr., und der angegliederte Slotbos, ein parkähnliches Waldgebiet.
In der Ortsmitte befindet sich die spätgotische evangelische Johanneskirche.
Im nordwestlich gelegenen Nieuw-Haamstede steht seit 1837 der Leuchtturm Westerlichttoren.
Der kleine Hafenort Burghsluis befindet sich südöstlich von Burgh-Haamstede an der Oosterschelde. Dort stand (bis zur Zerstörung durch die deutschen Besatzer 1945) seit 1862 eine Station der Königlichen Gesellschaft zur Rettung Ertrinkender mit Rettungsboot. An dieser Stelle wurde 1989 ein Denkmal für die Seenotretter von Schouwen-Duiveland enthüllt. Während der Flutkatastrophe von 1953 wurde Burghsluis mit den benachbarten Orten Serooskerke und De Schelphoek stark in Mitleidenschaft gezogen, es waren auch Todesopfer zu beklagen.
Etwa zwei Kilometer nordöstlich von Burghsluis (in Richtung Zierikzee) steht direkt am Deich der Plompe Toren, der letzte Überrest des in der Oosterschelde untergegangenen Dorfes Koudekerke. Dort befindet sich auch eine geeignete Stelle für Sporttaucher.

## Persönlichkeiten
- Pieternella de Baraccaud (1813–1892), Landarbeiterin und Gelegenheitsdichterin

## Bilder

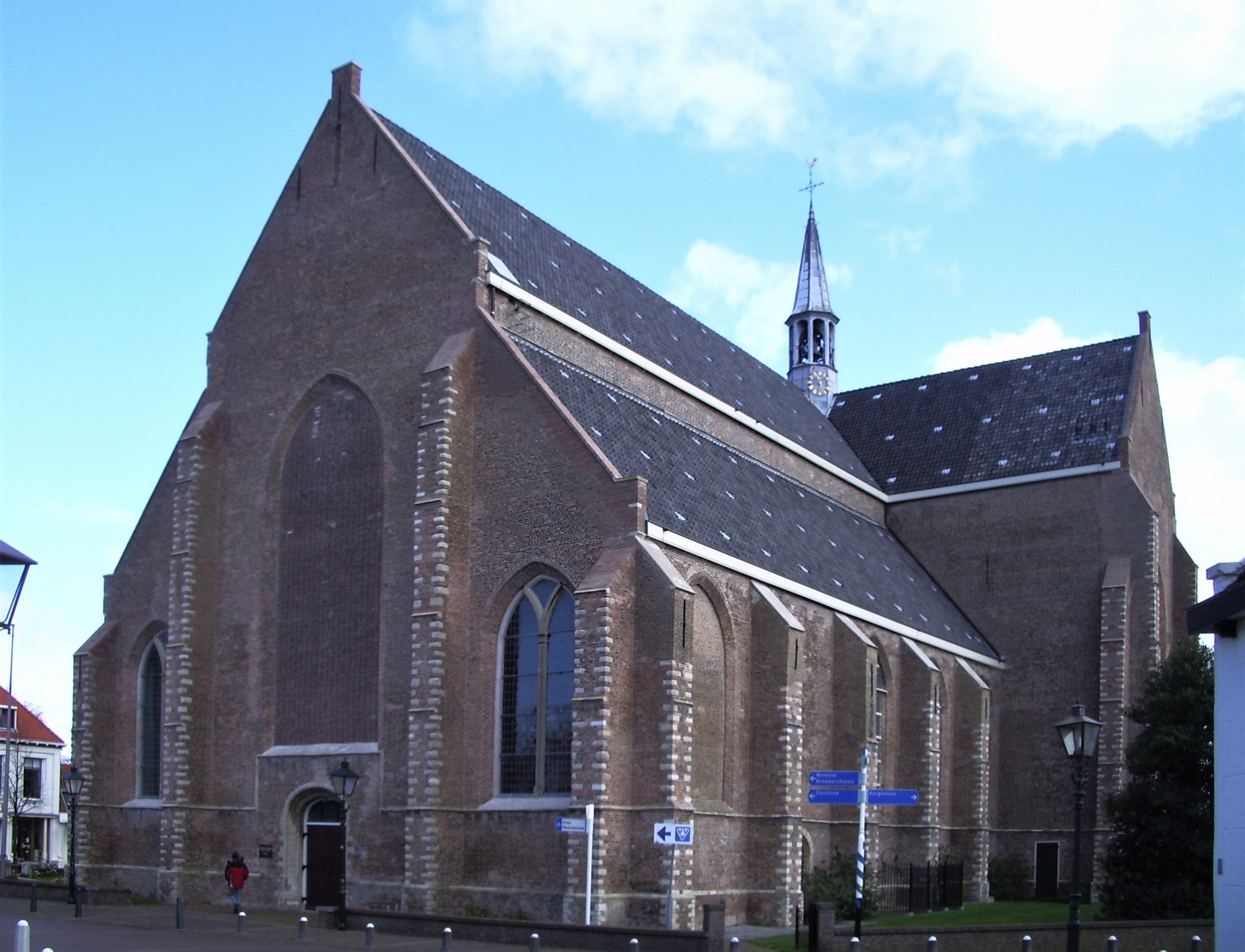
Haamstede, Evangelische Johanneskirche
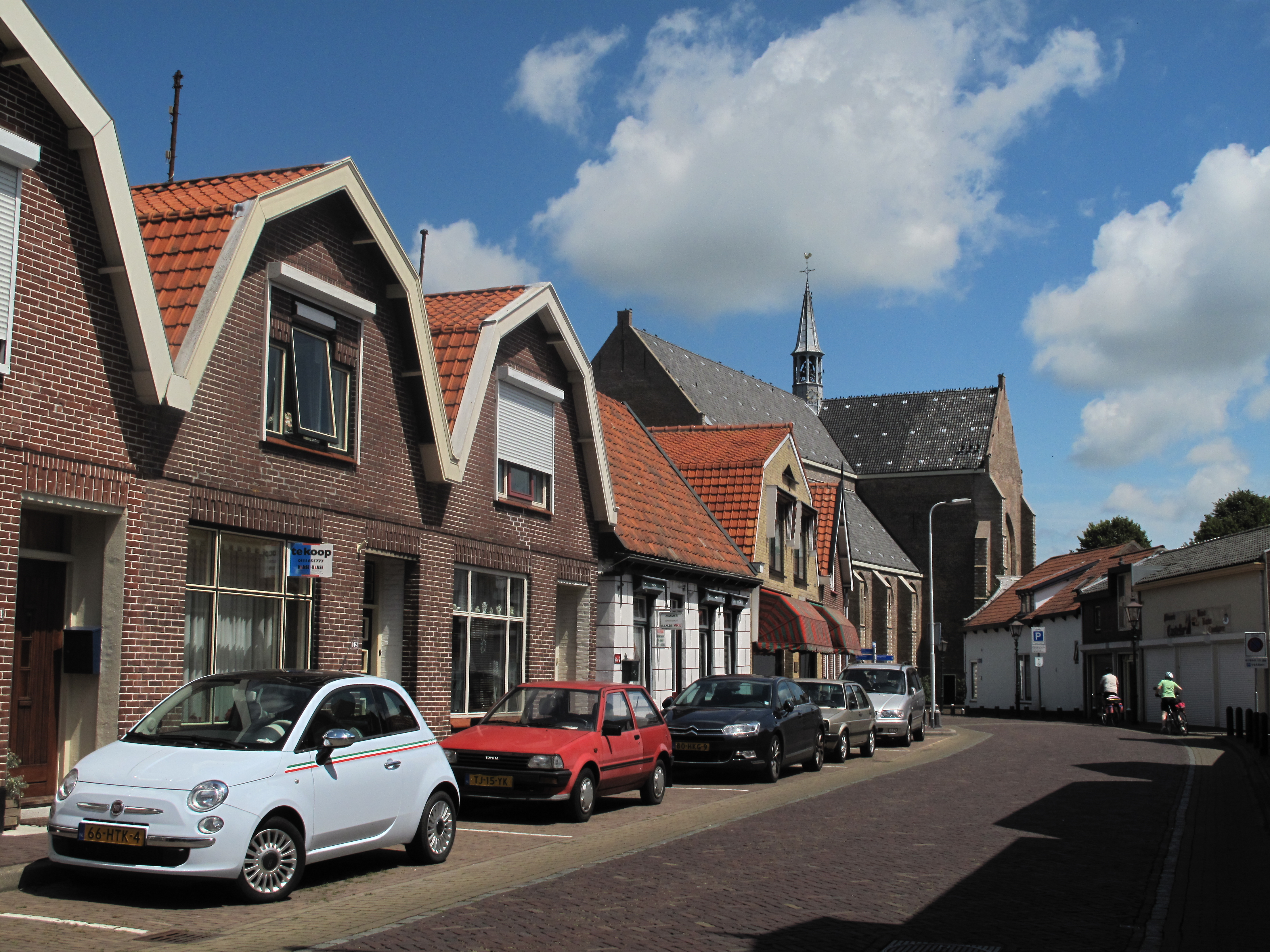
Haamstede, Straße mit Kirche
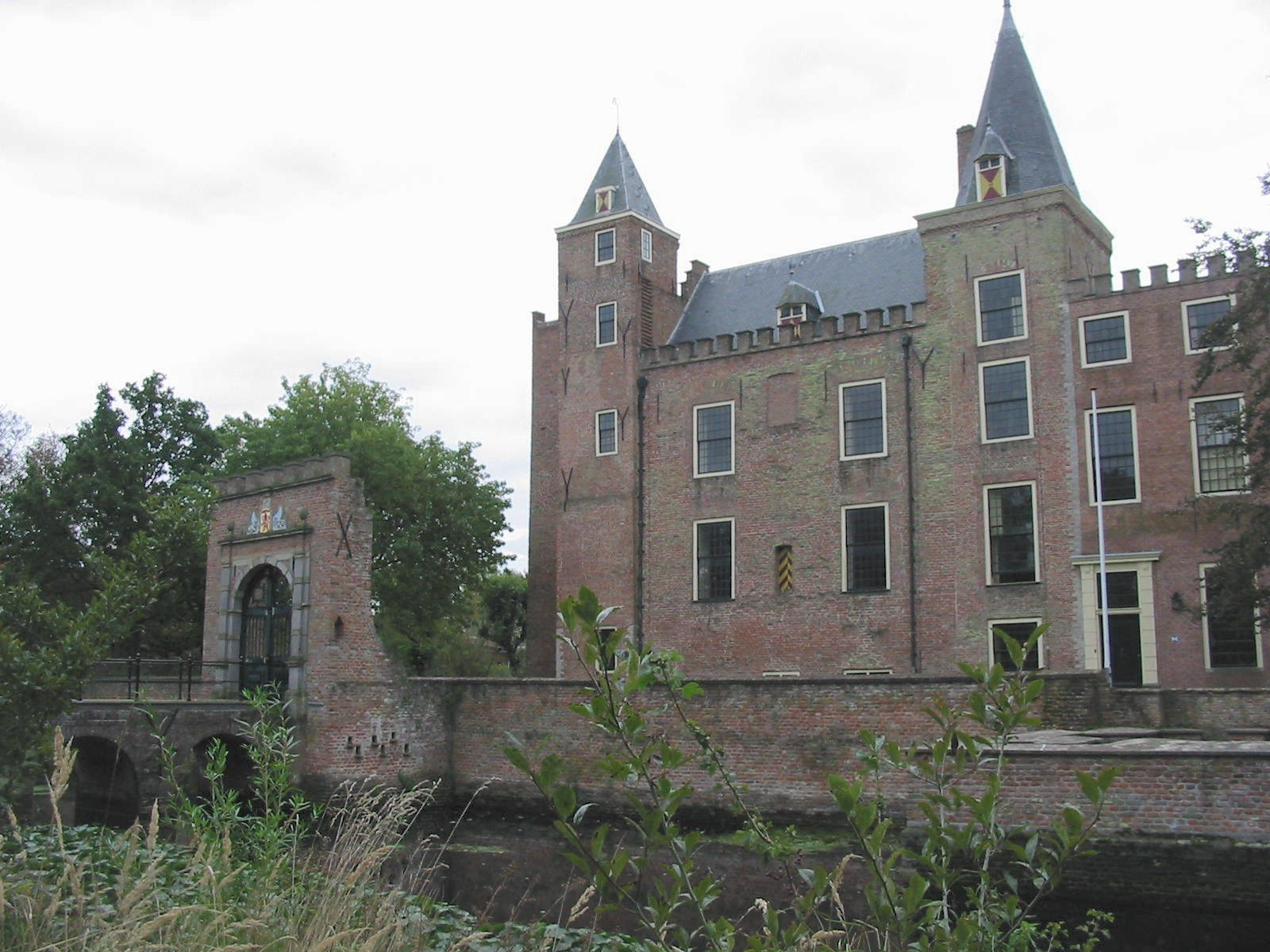
Haamstede, Schloss
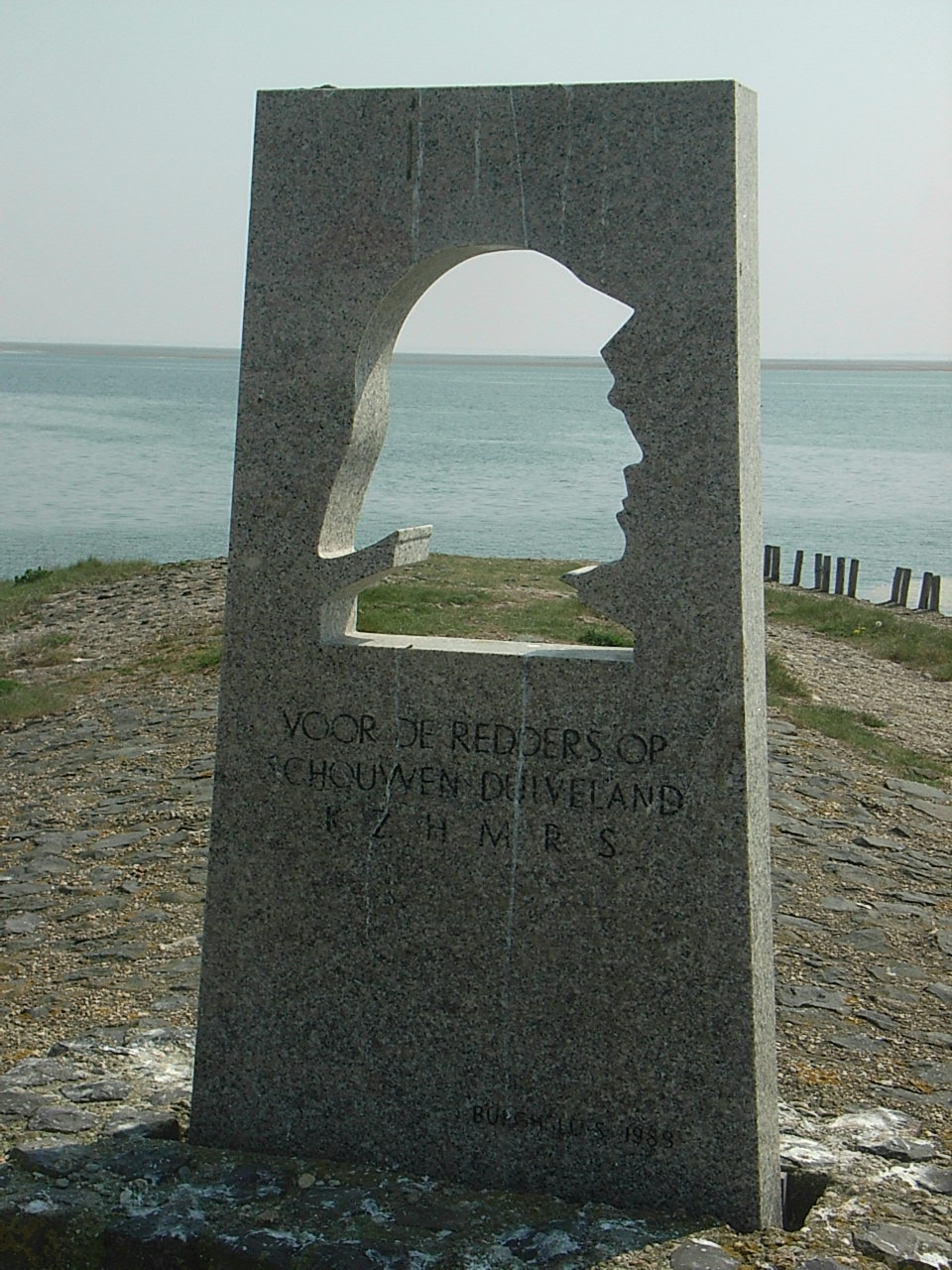
Burghsluis, Seenotretter-Denkmal
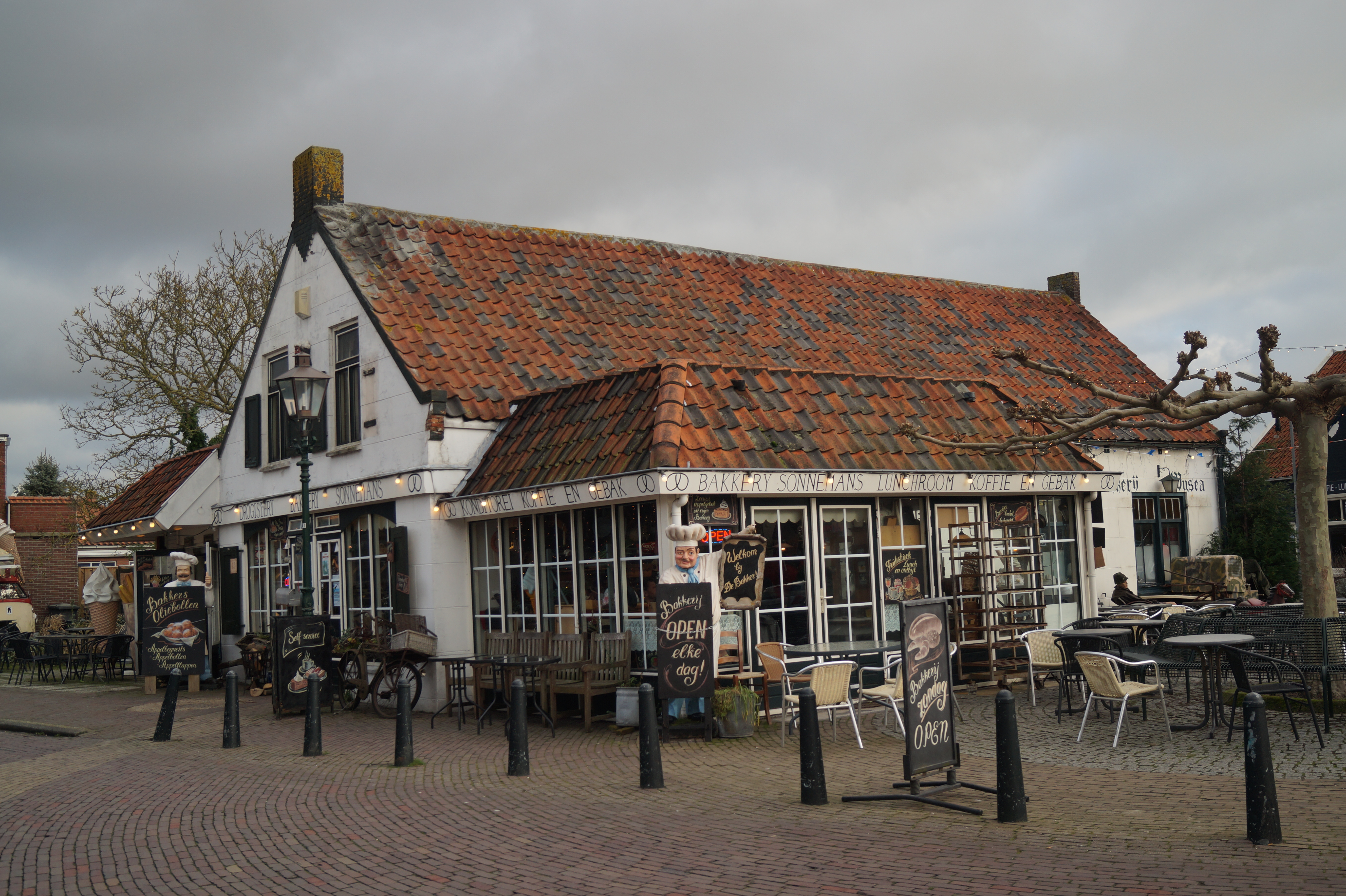
Bakkerij Sonnemans in Burgh
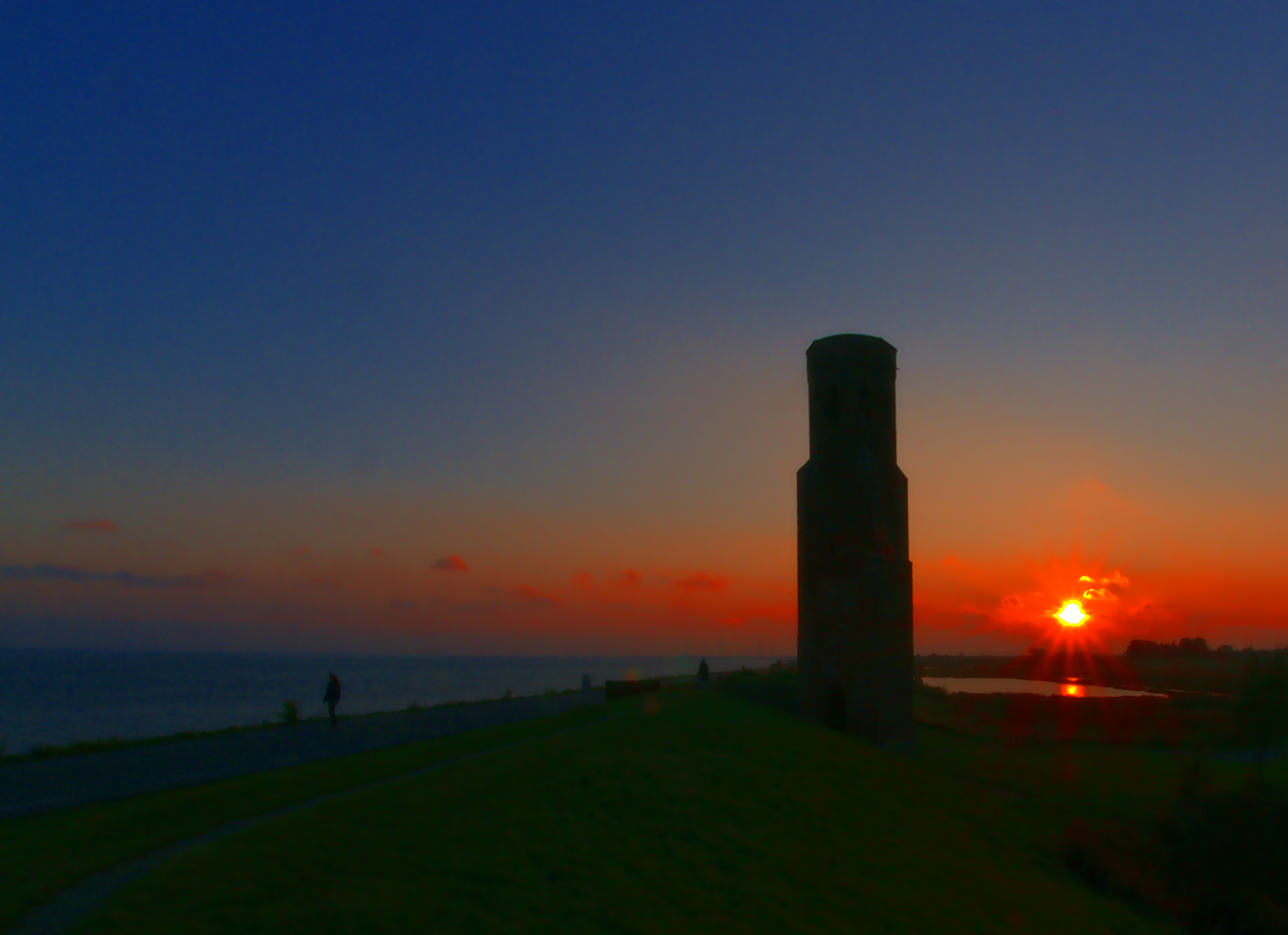
Plumper Turm
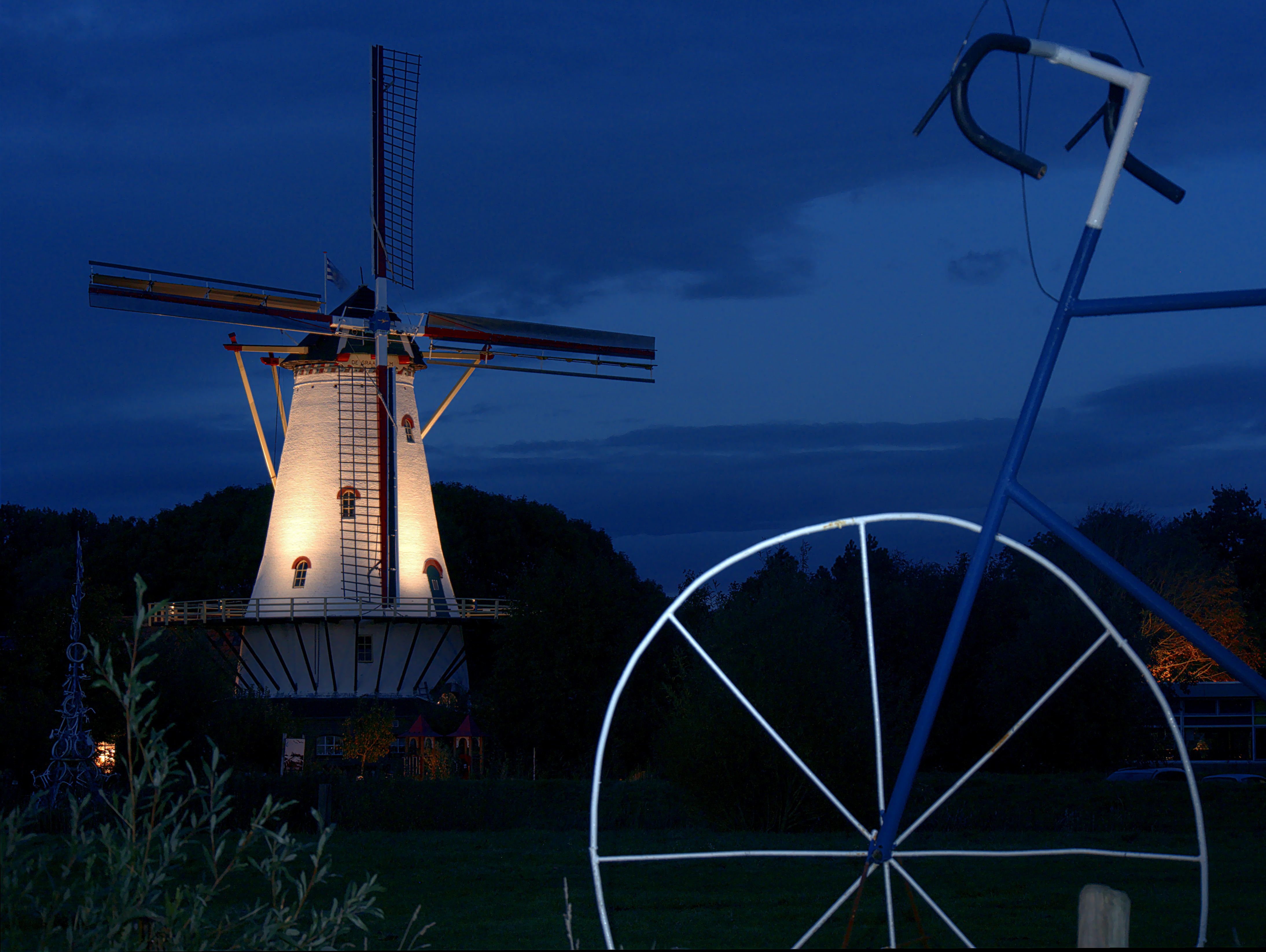
Pfannenkuchenmühle mit Kunstpark
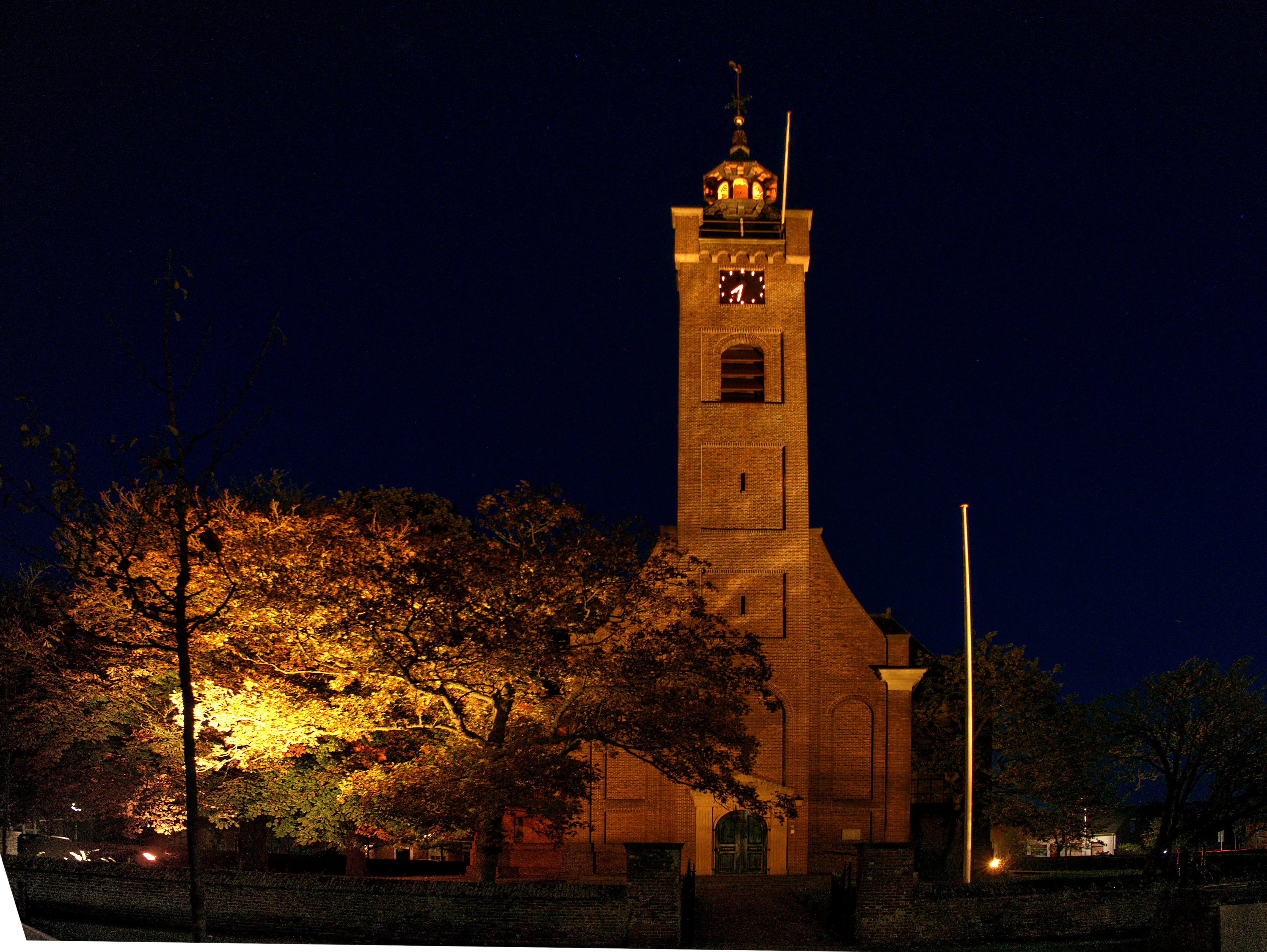
Reformierte Kirche in Burgh